# Roberta Piket
Roberta Piket (* 9. August 1966 in Queens, New York City) ist eine US-amerikanische Jazzpianistin, Sängerin, Komponistin und Autorin.

## Leben und Wirken
Roberta Piket ist die Tochter des Wiener Orchesterleiters und Komponisten Frederick Piket. Sie studierte zunächst Informatik an der Tufts University und Musik am New England Conservatory, gleichzeitig hatte sie Privatunterricht bei Fred Hersch, Stanley Cowell, Jim McNeely, Bob Moses und Richie Beirach. Sie spielte zwei Jahre in der Frauen-Bigband Diva und gewann 1993 den zweiten Platz bei den Thelonious Monk-BMI Composers’ Competitions. Nach Aufnahmen u. a. mit Lionel Hampton legte sie 1997 ihr Debütalbum Unbroken Line (Criss Cross Jazz) vor, bei dem sie u. a. mit Michael Formanek, Scott Wendholt und Donny McCaslin spielte. 1999 folgte das Trioalbum Live at the Blue Note mit Harvie Swartz und Jeff Williams.
2003 bis 2006 veröffentlichte sie das sechsbändige Werk Jazz Piano Vocabulary (Muse-Eek Publishing). Als Komponistin des Nabokov Project schrieb sie Musik zu fünf Gedichten Vladimir Nabokovs für Piano, Violine, Mezzosopran und Perkussion. 2011 trat Piket in Marian McPartlands NPR-Radiosendung Piano Jazz auf. Weiterhin arbeitete sie mit Roby Glod.

## Diskographische Hinweise
- 2001 – Midnight In Manhattan (Meldac), mit Michael Formanek, Jeff Williams
- 2002 – September of Tears (Meldac) mit Rufus Reid und Billy Hart
- 2003 – I’m Back In Therapy and It’s All Your Fault (Thirteenth Note)
- 2007 – Love and Beauty (Thirteenth Note) mit Billy Mintz und Ratzo Harris
- 2011 – Sides, Colors (Thirteenth Note) mit Billy Mintz und Johannes Weidenmüller
- 2016 – Piket One for Marian: Celebrating Marian McPartland (Thirteenth Note)
- 2018 – West Coast Trio (13th Note Records) mit Joe LaBarbera, Darek Oleszkiewicz, Larry Koonse
- 2023 – Mark Reboul / Roberta Piket / Billy Mintz: Seven Pieces